# Utasi Csaba
Utasi Csaba (Vörösmart, 1941. január 15. – Újvidék, 2010. szeptember 1.) vajdasági irodalomtörténész, kritikus, szerkesztő. Utasi Mária testvére.

## Életpályája
1947–1955 között szülővárosában végezte el az általános iskolát. 1955–1959 között Újvidéken volt gimnazista. 1959–1963 között végzett az Újvidéki Egyetem Bölcsészettudományi Karának magyar nyelv és irodalom szakán. 1965–1972 között a Fórum Könyvkiadó szerkesztője volt. 1972–1984 között az Újvidéki Egyetem magyar tanszékén tanársegéd, 1984–1990 között docens, 1990–1995 között egyetemi rendkívüli tanár, 1995-től rendes professzor volt. 1972–1973 között az Új Symposion felelős szerkesztője volt. 1983-ban doktorált az Újvidéki Egyetemen. 1983–1987 között az újvidéki Hungarológiai Intézet igazgatója volt. 1987–1989 között a Bölcsészettudományi Kar dékánhelyetteseként dolgozott.

## Munkássága
Kutatási területei a vajdasági magyar irodalom. Értékesek írói rajzai Tolnai Ottó, Ladik Katalin, Gál László és Gulyás József munkáiról. A Kalangya szellemiségét a hagyomány eleven örökségeként vizsgálta. Fontosak a magyar szürrealizmusról – Móricz Zsigmondról, Ady Endréről, Tömörkény Istvánról – írt tanulmányai.

## Művei
- Tíz év után (esszék, kritikák, tanulmányok, 1974)
- Vonulni ha illőn... (tanulmányok, kritikák, 1982)
- Irodalmunk és a Kalangya (monográfia, 1984)
- Vér és sebek (tanulmányok, kritikák, 1994)
- Csak emberek. Ötven vers, ötven kommentár (2000)
- Mindentől messze. Esszék, tanulmányok; Forum, Újvidék, 2002
- Ráadás. Esszék, tanulmányok, háborús napló; Forum, Újvidék, 2007

## Műfordításai
- A. Popovic: A kékruhás kislány (ifjúsági elbeszélés, 1967)
- M. Milankov: A labdás ember (regény, 1967)

## Díjai
- Híd-díj (1982)
- Szenteleky Kornél-díj (1983)